# Luddington and Haldenby
Luddington and Haldenby är en civil parish i Storbritannien.   Den ligger i kommunen North Lincolnshire och riksdelen England, i den sydöstra delen av landet, 240 km norr om huvudstaden London.